# Дюжиков Павло Миколайович
Павло Миколайович Дюжиков (справжнє прізвище — Ірошников (Ярошников) (24 жовтня [5 листопада] 1836, слобода Бутурлиновка, Воронезька губернія — 25 листопада [7 грудня] 1890, Санкт-Петербург) — російський оперний співак (тенор).

## Быографія
Народився в купецькій сім'ї українського походження. Співу навчався в Петербурзькому театральному училищі (клас Ф. Річчі).
У 1860 році дебютував на сцені Маріїнського театру в Санкт-Петербурзі в опері Г. Доніцетті «Любовний напій» (партія Неморіно). Виступав на сцені Маріїнського театру більше 25 років.

Перший виконавець партії Андрія в опері Гулака-Артемовського «Запорожець за Дунаєм».

Володів невеликим голосом приємного тембру.